# Phanerotoma hispanica
Phanerotoma hispanica är en stekelart som beskrevs av Kokujev 1899. Phanerotoma hispanica ingår i släktet Phanerotoma och familjen bracksteklar. Inga underarter finns listade i Catalogue of Life.